# 吉祥主黑天
吉祥主（羅馬化：śrīnātha），音译什里纳特吉（英語：Shrinathji，“吉”为后缀型尊称）是黑天的一种形式，主要在拉贾斯坦邦和古吉拉特邦广受崇拜。其形象为站立的7岁幼童，左手抬牛增山，右手将笛子放于身后。
吉祥主黑天的主庙位于印度拉贾斯坦邦納特德瓦拉的什里纳特吉神庙。